# Тарловский, Марк Ариевич
Марк А́риевич (Аркадьевич) Тарло́вский (20 июля (2 августа) 1902, Елисаветград — 15 июля 1952, Москва) — русский советский поэт, переводчик.

## Биография
Родился в семье типографского служащего Ария-Вольфа Тарловского. Стихи начал писать в 1910 году (басни). В 1912 году вместе с семьёй переехал в Одессу, где окончил гимназию. В 1917—1919 годах сошёлся с Ю. Олешей, В. Катаевым, Э. Багрицким, о котором после его смерти написал стихотворные мемуары «Весёлый странник»; через них, а позднее через Г. Шенгели приобщился к южно-русской (одесской) поэтической школе.
В 1922 году перевёлся из Одесского университета на историко-филологический факультет МГУ (окончил в 1924 году). Занимался в семинаре профессора А. С. Орлова, специалиста по древнерусской литературе; написал дипломную работу на тему «Образ автора в „Слове о полку Игореве“», также выполнил поэтическое переложение «Слова» (опубликовано в 1938 году).
Участвовал в литературном объединении «Никитинские субботники», гостил в коктебельском Доме поэта у М. Волошина.
В середине июня 1928 года вышел первый сборник стихотворений Тарловского «Иронический сад», вскоре принесший автору не только известность, но и первые обвинения в «непролетарскости».
Вторая книга стихотворений — «Почтовый голубь» (подготовлена в 1929 году) вышла в конце 1931 года под заглавием «Бумеранг»: в угоду цензуре тексты многих стихотворений были «исправлены», состав сильно урезан, однако добавился раздел «актуальных» стихотворений о победах социализма в Средней Азии и стройках коммунизма. Всё это не спасло Тарловского от многочисленных нападок со стороны РАПП, в том числе от обвинений в шовинизме и близости к поэтике Н. Гумилёва.
Третьей книге — сборнику ура-патриотических стихов «Рождение родины» (1935) — суждено было стать последней. Избранное «Из трёх книг», подготовленное для «Библиотеки „Огонёк“», а также предложенный Гослитиздату в 1936 сборник «Борение иронии» не вышли в свет.
Со второй половины 1930-х до конца жизни, почти не печатаясь как оригинальный поэт, Тарловский работал для ГИХЛ при секции перевода с языков народов СССР. В годы Великой Отечественной войны исполнял обязанности русского литературного секретаря акына Джамбула, был основным переводчиком его военных стихотворений, в том числе знаменитого «Ленинградцы — дети мои!..». Также переводил европейских поэтов (П.-Ж. Беранже, В. Гюго, Г. Гейне, И. Красицкий, М. Конопницкая, К. Гавличек-Боровский), классиков поэзии Востока (Навои, Махтумкули), эпос («Манас», «Гэсэр», «Кобланды-Батыр» и др.).
Умер от гипертонического криза, упав на улице недалеко от своего дома. Урна с прахом Тарловского захоронена в колумбарии Донского кладбища.
В 2000 году в составе «Записей и выписок»   М. Л. Гаспарова опубликована «Ода на Победу», написанная Тарловским весной 1945 года и сохранившаяся в его архиве. Это сложное произведение вызвало волну интереса к Тарловскому.

## Семья
Жена — Екатерина Александровна Тарловская (урождённая Васильева, 1892—1953), поэт, переводчик, печаталась под псевдонимом «Лада Руст». В первом браке была замужем за поэтом Е. Г. Соколом.
Двоюродные братья — поэты и драматурги Абрам Маркович Гольденберг, известный под литературным псевдонимом Арго, Борис Маркович Гольденберг (1894—1957) и Яков Маркович Гольденберг, известный под псевдонимом Яков Галицкий.